# Selenocephalus mauretanicus
Selenocephalus mauretanicus är en insektsart som beskrevs av Lindberg 1953. Selenocephalus mauretanicus ingår i släktet Selenocephalus och familjen dvärgstritar. Inga underarter finns listade i Catalogue of Life.